# Xiaoxiang, Guangdong
Xiaoxiang (kinesiska: 小湘) är en köping i sydöstra Kina. Den ligger i stadsdistriktet Gaoyao i staden Zhaoqing i provinsen Guangdong, omkring 90 kilometer väster om provinshuvudstaden Guangzhou. Antalet invånare är 30 964. Befolkningen består av 15 066 kvinnor och 15 898 män. Barn under 15 år utgör 17,0 %, vuxna 15-64 år 72 %, och äldre över 65 år 9,0 %.